# تورينت ألتو
تورينت ألتو (بالإنجليزية: Torrone Alto)‏ هو أحد جبال سلسلة جبال الألب ليبونتيني ويقع في كانتون غراوبوندن/كانتون تيسينو في سويسرا. يحتل المرتبة رقم 227 في قائمة جبال سويسرا من حيث الارتفاع، إذ يبلغ ارتفاعه حوالي 2952 متر، بينما يبلغ ارتفاع نتوء الجبل 835 متر، هذا وقد سجل أول وصول لقمة الجبل عام 1882.